# 9329 Ніколайметнер
9329 Ніколайметнер (9329 Nikolaimedtner) — астероїд головного поясу, відкритий 2 березня 1990 року.
Тіссеранів параметр щодо Юпітера — 3,587.